# Walckenaeria karpinskii
Walckenaeria karpinskii là một loài nhện trong họ Linyphiidae.
Loài này thuộc chi Walckenaeria. Walckenaeria karpinskii được Octavius Pickard-Cambridge miêu tả năm 1873.